# Гангура
Гангура (рум. Gangura) — село в Яловенському районі Молдови. Утворює окрему комуну. Адміністративний центр однойменної комуни, до складу якої також входять села Олександрівка, Хомутяновка і Місовка.